# Magec
Magec era o deus do sol e à luz dos antigos habitantes das ilhas Canárias, os guanches. Este é um dos principais deuses.
De acordo com a mitologia, Magec foi seqüestrado por Guayota e trancado no vulcão Teide em Tenerife até o deus supremo Achamán soltou e bloqueado Guayota no Teide. Nas ilhas, especialmente Tenerife e La Palma, são encontrados registrada nos desenhos rochas espirais, alguns arqueólogos acreditam que essas espirais simbolizam o deus do sol Magec.